# Morgana
La fada Morgana o Morgan le Fay és un personatge de la mitologia celta. És una de les fetilleres més famoses i poderoses de la literatura occidental; per a molts és la personificació del mal, de l'odi i de la venjança, i també de l'atractiu ardent, el desig, la temptació i, per sobre de tot, la passió. Dona capaç de convertir-se en qualsevol animal, persuadir els mortals mitjançant la telepatia, veure el futur i fins i tot alterar-lo, va ser la perdició de molts poderosos, com el mític rei Artús, Uterpendragó i fins i tot Merlí, el més poderós dels mags del seu temps.
Morgana és, en el cicle artúric, un personatge femení que de vegades ha estat presentat per autors cristians com a antagonista del rei Artús i enemiga de Ginebra. En la Vita Merlini del segle xii, es diu que Morgana ("Morgen") és la més gran de nou germanes que governen Avalon. Geoffrey de Monmouth descriu Morgana com la guaridora més coneguda i prestigiosa. Més endavant i basant-se en la versió de Monmouth, l'escriptor Chrétien de Troyes va fer de Morgana la vigilant de Merlí a Avalon.

## Llaços familiars
En la tradició dels cicles artúrics, Morgana era filla de la mare d'Artús, Igraine, i del seu primer marit Gorlois, duc de Cornualla, i neboda de Viviana, la dama del Llac. Artús, fill d'Igraine i d'Uther Pendragon, n'era, per tant, germanastre.
En la tradició cèltica, Morgana és un personatge femení que hereta part de la "màgia tel·lúrica" de la seva mare. També el fet que Morgana tingués dues germanes majors (i fora per tant la menor de tres, no pas la major de nou) és una fórmula que sovinteja en la mitologia cèltica.
En La mort d'Artús i en altres fonts, és la muller infeliç del rei Urien de Gore, i Owain mab Urien és el seu fill.
En les interpretacions cristianes més modernes de la mitologia artúrica, Morgana sedueix Artús i concep amb ell el malvat Mordred, encara que originàriament aquest paper és assignat a una de ses germanes.

## Morgana en altres fonts
Diverses fonts descriuen Morgana com una deixebla de Merlí, més avant esdevinguda rival; en aquest paper, el personatge apareix parcialment superposat a Viviana, una de les figures que corresponen al nom de "dama del Llac".
El tema de la rivalitat entre Morgana i Merlí es reprèn en algunes obres cinematogràfiques, i ho fa molt clarament la pel·lícula Excalibur, de John Boorman (1981).
La fada o bruixa Morgana apareix també en contes posteriors no relacionats amb el cicle del rei Artús: per exemple, apareix en la rondalla Els cignes silvestres de Hans Christian Andersen.
L'actriu irlandesa Katie McGrath ha interpretat Morgana en la sèrie de televisió Merlin (2008-2012).